# Heinz Schiller
Pour les articles homonymes, voir Schiller.
Heinz Schiller, né le 25 janvier 1930 à Frauenfeld et mort le 26 mars 2007 à Genève, est un pilote automobile suisse.

## Biographie
Issu du monde des courses motonautiques, Heinz Schiller est passé au sport automobile au milieu des années 1950. Spécialisé dans les épreuves de type sport, il a notamment terminé deuxième des Mille Miglia sur une Porsche en 1957. 
En 1961, il devient champion d'Europe des courses de côte en catégorie Grand Tourisme, sur Porsche Carrera. Il remporte l'année suivante la première édition de la course de côte de Chamrousse sur Porsche 718.
En 1962, il a disputé le Grand Prix d'Allemagne de Formule 1 au volant d'une Lotus-BRM privée de l'écurie suisse Filipinetti.

## Résultats en championnat du monde de Formule 1
| Saison | Écurie             | Châssis  | Moteur | Pneus  | GP disputés | Points inscrits | Classement |
| ------ | ------------------ | -------- | ------ | ------ | ----------- | --------------- | ---------- |
| 1962   | Ecurie Filipinetti | Lotus 24 | BRM V8 | Dunlop | 1           | 0               | n.c.       |

## Résultats aux 24 heures du Mans
| Année | Équipe                     | Voiture                | Équipiers     | Résultat |
| ----- | -------------------------- | ---------------------- | ------------- | -------- |
| 1962  | Auguste Veuillet           | Porsche 356B Abarth    | Robert Buchet | 12e      |
| 1963  | Porsche System Engineering | Porsche 356B 2000GS GT | Ben Pon       | Abandon  |
| 1964  | Porsche System Engineering | Porsche 904 GTS        | Gerhard Koch  | 10e      |